# 彭耀佳
彭耀佳，GBS，JP（1960年—），香港企業家，怡和控股副行政總裁。曾任香港旅遊發展局主席、香港總商會主席，妻子楊美珍任職港鐵商務總監。

## 生平
生於香港。1984年加入怡和。1991年任必勝客香港及華南地區行政總裁。1995年任怡和太平洋董事。1999年任仁孚行行政總裁、執行主席。2003年任怡和管理董事及中國怡和主席。2007年成為置地首位華人行政總裁。
2014年至2016年任香港總商會主席。彭耀佳於2016年8月1日接替凱瑟克出任怡和有限公司副行政總裁一職。
2019年3月1日，政府公布委任彭耀佳接替林建岳為香港旅遊發展局主席。
2025年2月，時任文化、體育及旅遊局局長羅淑佩宣布人事調動，林建岳會於2025年4月重新接任彭耀佳的香港旅遊發展局主席一職。

## 榮譽
- 金紫荊星章（2016）
- 銀紫荊星章（2008）
- 太平紳士（2001）
- 香港十大傑出青年（1999）[4]